# Yrjö Niskanen
Yrjö Hermanni Niskanen, född 5 juli 1932 i Pielavesi, död 18 juni 2007 i Helsingfors, var en finländsk företagsledare.
Niskanen blev ekonomie kandidat 1963. Han utsågs 1986–1987 efter en lång karriär i försäkringsbranschen till vd för Suomi-Salama och blev efter intern konflikt i Pohjola-lägret 1989 koncernchef även för Pohjola. Han var därmed en av landets mest inflytelserika företagsledare, och spelade en central roll vid saneringen och fusioner av företag i början av 1990-talet.
Niskanen erhöll bergsråds titel 1995 och utnämndes till ekonomie hedersdoktor 1996.

## Utmärkelser
- Kommendörstecknet av I klass av Finlands Lejons orden[1]

[Redigera Wikidata]